# Папуанска јастребача
Папуанска јастребача (лат. Uroglaux dimorpha) врста је сове из породице правих сова и једини припадник рода Uroglaux. 

## Опис
Ова птица је средње величине, дуга у просеку 30—33 центиметара, елегантна са пропорционално малом главом, дугим репом и кратким, заобљеним крилима. Њен бели фацијални диск је мали и слабо уочљив, са црним пругама, без изразитог руба и са белим обрвама. Горњи део тела је јако обојен, док је доњи део углавном црне или браон боје. Очи су јој светложуте боје и има сиви до црни кљун. Мужјаци су углавном већи од женки, што је неуобичајено код сова: код већине врста је углавном супротно - женке су веће од мужјака.
Храни се инсектима и малим глодарима, али и великим до средње великим птицама, укључујући вумпу голубом (лат. Ptilinopus magnificus) који може да достигне и до 80% масе сове.

## Распрострањеност и станиште
Иако обично живе у равничарским прашумама или у шумама и ниским саванама, папуанска јастребача се може срести и на надморској висини до 1.500 метара. Вероватно је становник свог ограниченог подручја, Нове Гвинеје.

## Вокализација
Папуанска јастребача се оглашава карактеристичном ниском серијом двосложних хукова „ху-ху” са изразитом паузом између сваког хука. Серији може претходити и суво цврчање „пррр пррр пррр”.

## Угроженост
Није глобално угрожена (најмања забринутост). Ретко је распрострањена у прилично широком ареалу, али се ретко виђа. Постоје записи са девет локација током 1980-их и 1990-их. Поједине птице су снимљене и виђене неколико пута у Папуа Новој Гвинеји у периоду 2002—2007. Потом је забележено још пар виђења током 2002—2014. Данас је папуанска јастребача забележена на најмање 20 локалитета, а вероватно је има много више. Величина популације је непозната. Нема података о њеном обиму распрострањености, кретању популација или претњама, али је вероватно угрожена због убрзаног процеса дефорестације. Међутим, будући да су стопе губитка шуме у копненим приморским провинцијама Папуа Нове Гвинеје релативно ниске (изгубљено је свега 5% шуме између 2002. и 2014), њена популација ће вероватно тек постепено опадати. Дуго се сматрала врстом за коју не постоје подаци који би омогућили поуздану процену ризика од изумирања, али је ипак током 2017. године процењено да за њу постоји најмања забринутост.